# لانس فون إريك
لانس فون إريك (بالإنجليزية: Lance Von Erich)‏ هو مصارع محترف أمريكي، ولد في 1959.

## روابط خارجية
- لانس فون إريك على موقع CageMatch worker (الإنجليزية)